# Sikorsky CH-53 Sea Stallion
Le Sikorsky CH-53 Stallion est un hélicoptère de manœuvre et d'assaut lourd militaire américain capable de transporter jusqu'à 55 personnes, bien que sa capacité habituelle soit de 37 hommes de troupe avec leur équipement. La version améliorée CH-53E Super Stallion, avec 3 moteurs, est capable d'emporter jusqu'à 15 tonnes de charge.
Construit à plus de 400 exemplaires en plusieurs versions depuis 1964, le CH-53 a été exporté vers l'Allemagne de l'Ouest — qui l'a fabriqué sous licence par Vereinigte Flugtechnische Werke, l'Autriche, le Mexique, l'Iran et Israël —. Huit hélicoptères de ce type prennent part à l'opération Eagle Claw, en 1980.

## Conception et développement

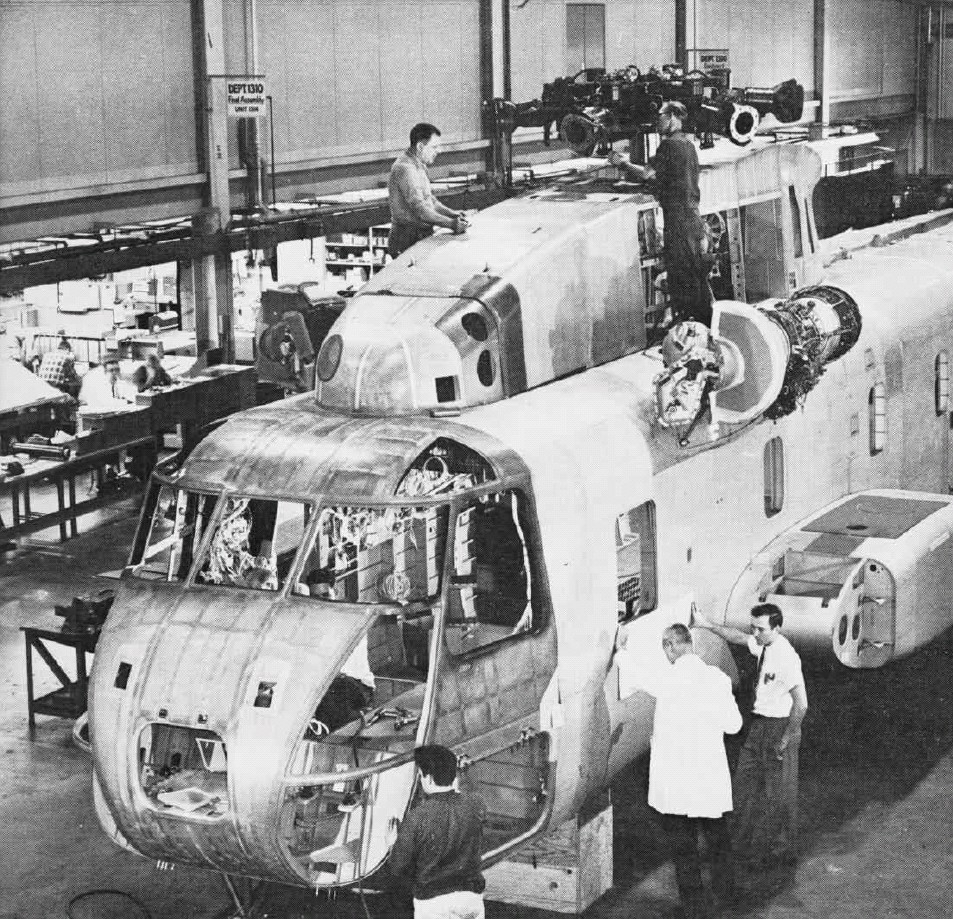
Assemblage du premier CH-53A en 1964 à Stratford (Connecticut).

Le Sea Stallion a une conception du fuselage similaire au Sikorsky S-61R. Il dispose d'une porte de service sur le côté droit du fuselage, derrière le poste de pilotage et d'une rampe de chargement arrière à commandes électriques. Le fuselage est étanche, mais n'est pas destiné à un usage intensif à la surface de l'eau, seulement pour les atterrissages en cas d'urgence. Un blindage protège l'équipage et les systèmes vitaux. Le CH-53A peut accueillir 38 soldats, 24 en configuration médicale (medevac), une charge interne de 3 600 kg ou une charge externe de 5 900 kg. Le CH-53A est équipé d'une paire de mitrailleuses M60 de 7,62 mm et la queue et les rotors peuvent être repliés. Initialement, le CH-53 a été alimenté par deux turbomoteurs General Electric T64-6 fournissant chacun 2 850 ch. Les moteurs récents [Quand ?] sont des T64-1 et T64-16 atteignant 3 485 ch.
Le CH-53D dispose de moteurs surdimensionnés, initialement des T64-GE-412 de 3 695 ch, puis des T64-413 de 3 925 ch. Sa configuration permet d'accueillir jusqu'à 55 hommes, des mitrailleuses XM218 .50 BMG de 12,7 mm. Des années plus tard, les CH-53D ont été équipés de contre-mesures défensives.

## Histoire opérationnelle

### Accidents
Plusieurs CH-53 du 21st SOS se sont écrasés à la fin de la guerre du Vietnam.

### Engagements
Le Sikorsky CH-53 Stallion a été engagé lors de plusieurs opérations militaires :
- Lors de l’opération Eagle Claw (« Serre d'aigle », aussi appelée opération Evening Light ou opération Rice Bowl) en 1980 en Iran.
- Lors de l'attaque du 7 d'octobre 2023 (appelée opération déluge d'Al-Aqsa)

#### Perte en opérations
L'accident d'un CH-53 de l'armée de l'air israélienne en 1977 cause la mort des 55 personnes à bord.
Le 7 octobre 2023, un CH-53 israélien est abattu par des roquettes antichar du Hamas pendant la guerre à Gaza.

## Versions
- CH-53A : version initiale avec 2 moteurs de 2850 ch, destinée à l'USMC (139 exemplaires).
- RH-53A : 2 moteurs de 3925 ch, destinée à l'US Navy (15 CH-53A modifiés).
- HH-53B et HH-53C : variantes destinées à la recherche et au sauvetage pour l'US Air Force avec 2 moteurs de 3925 ch, emport de réservoirs de carburants externes et autres améliorations (72 exemplaires).
- CH-53C : version du HH-53 destinée au transport (20 exemplaires).
- CH-53D : 2 moteurs de 3695 ch puis 3925 ch (126 exemplaires).
- RH-53D : version du CH-53D pour l'US Navy et pour l'Iran (36 exemplaires).
- CH-53E Super Stallion : version de transport lourd avec 3 moteurs de 4380 ch (170 exemplaires).
- MH-53E Sea Dragon : version du CH-53E pour l'US Navy (50 exemplaires).
- CH-53G : version du CH-53D construite sous licence en Allemagne de l’Ouest par Vereinigte Flugtechnische Werke (112 exemplaires).
- CH-53GA : amélioration du CH-53G avec un tableau de bord numérique et des nouveaux systèmes de vol (40 CH-53G modifiés).
- CH-53GS : amélioration du CH-53G avec notamment 2 réservoirs de carburant externes (20 CH-53G modifiés).
- HH-53H/MH-53H Pave Low : version "tous temps" du HH-53 équipée de radars, d'un FLIR et de systèmes de navigation.
- MH-53J : version améliorée du MH-53H avec nouveau radar et nouveaux systèmes plus performants (41 HH-53B/C/H modifiés).
- Sikorsky CH-53X King Stallion : Le Corps des Marines a annoncé fin 2000 un plan afin de recycler ses CH-53E, les mises à niveau des hélicoptères devaient prolonger leur durée de vie opérationnelle jusqu'en 2025. Le programme CH-53X prévoyait la mise à niveau de 111 de leurs 165 CH-53E pour un coût estimé à 21 millions de dollars chacun, soit seulement un cinquième du coût d'un nouvel hélicoptère de remplacement. Leurs améliorations devaient permettre de réduire les coûts d'exploitation de 25 % (soit environ 30 millions de dollars par année pour l'ensemble du parc) et de porter la capacité de charge à 12 700 kg, elles comprenaient un nouveau moteur Rolls-Royce AE1107C, des pales de rotor en composite basées sur celles du Sikorsky S-92 et un cockpit tout écran identique au MV-22. Un nouvel appareil a finalement été préféré[2].

- Sikorsky CH-53K King Stallion : Devant être mis en service à l'origine vers 2015 dans l'USMC, celle-ci a été reportée en 2024 selon les prévisions de 2021. Cette version permettra l’emport d’une charge de 13,5 tonnes, avec un rayon d’action de 110 milles nautiques, soit un doublement des capacités actuelles des CH-53E. Un accroissement de la cabine de 15 % admettra le transport de 37 à 55 fantassins, selon la configuration. La nouvelle motorisation, qui s’appuie sur des GE38-1B, permettrait de porter le poids total au décollage à 84 700 livres (38 400 kg), avec une altitude opérationnelle de plus de 4 000 mètres. Le développement du CH-53K devrait passer, en 2010, une revue du design, avant les premiers vols alors attendus en 2010-2011. Finalement le premier exemplaire est présenté en mai 2014. L’USMC prévoit en 2009 une livraison de 156 appareils au total, au rythme de 15 machines par an[3], en 2014, les prévisions sont de près de 200 CH-53K pour équiper huit escadrons opérationnels et un escadron de formation[4]. Le premier hélicoptère de série est remis au Corps des Marines en septembre 2021 pour une entrée en service actif programmé en 2024[5]. L'état d'Israel ,pour son armée de l'air et de l'espace ,Heyl Ha Avir ,a commandé cette version à hauteur de 8 exemplaires en remplacement de la version CH-53D acquise dans les annees 1970[6].

## Opérateurs
Autriche

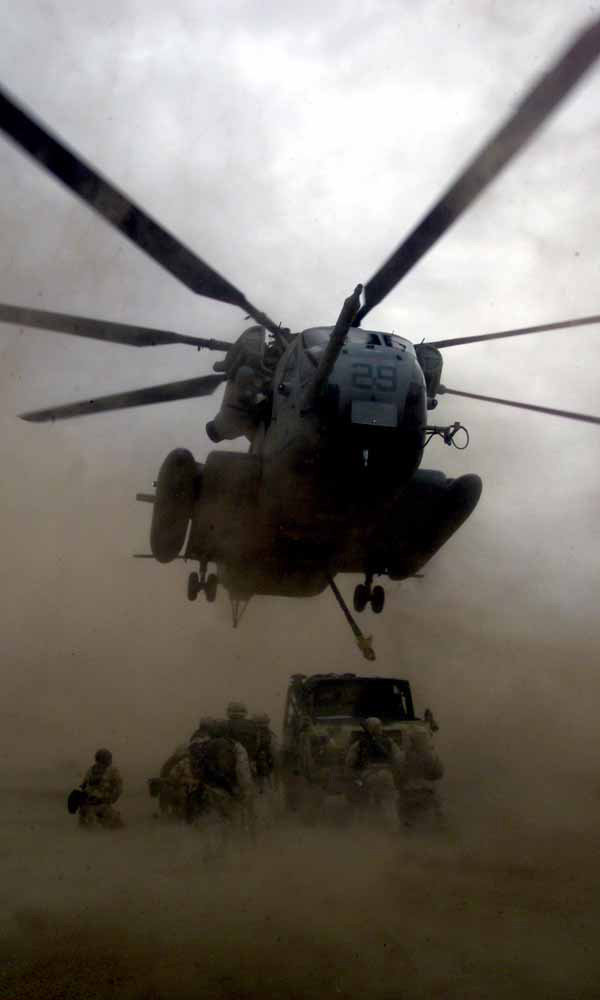
Un CH-53 américain héliporte un véhicule britannique au Koweït.

- L'armée de l'air autrichienne en a commandé deux en 1968. Livrés en 1970, ils sont revendus en 1981 à Israël à cause des coûts élevés d'opérations.

 Allemagne
- L'armée de terre ouest-allemande a reçu à partir de mars 1973 un total de 110 appareils au sein du Heeresflieger, mais ce nombre a été réduit à 80 (20 CH-53GS, 6 CH-53GSX, 40 CH-53GA et 14 CH-53G) au sein des unités suivantes :
  - Mittleres Transporthubschrauberregiment 15
  - Mittleres Transporthubschrauberregiment 25
  - Mittleres Transporthubschrauberregiment 30
  - Heeresflieger Waffenschule (Entraînement)
  - Erprobungsstelle 61 (Essai)

Depuis janvier 2013, la totalité de la flotte, soit 78 appareils, a été reprise par la Luftwaffe et regroupée dans une escadre, le parc fin 2016 étant de 43 appareils, la maintenance étant assurée par un régiment spécialisé. 26 seront modernisés pour voler jusqu'en 2030 :
- - Hubschraubergeschwader 64 (HSG64)
  - Luftwaffe Instandhaltungsregiment 2 (LIR2)

 Mexique
- L'Armée de l'air mexicaine a acquis quatre S-65C Ya’sur 2000 d'Israël en 2005.

 Iran
- La Marine iranienne en possède 6 RH-53Ds issus du gouvernement  prérévolutionnaire.

 Israël
- Armée de l'air israélienne

 États-Unis
- US Marine Corps : 146 en décembre 2015[13].
  - 1st Marine Aicraft Wing, Fleet Marine Force Pacific
  - 2nd Marine Aicraft Wing, Fleet Marine Force Pacific
  - 3rd Marine Aicraft Wing, Fleet Marine Force Pacific
  - 1st Marine Brigade, Fleet Marine Force Pacific
  - 4th Marine Aicraft Wing (Réserve)
  - Marine Corps Development and Education Command (Entraînement)
- US Navy
  - Anti-Submarine Warfare Wing Pacific
  - Fleet Air Mediterannean
  - Fleet Western Pacific
  - Helicopter TActivam Winf One
- US Air Force
  - 601st TAAS
  - 601st TCW
  - 1551st CCTS
  - 1550th CCTW
- Heavy Lift Helicopters, compagnie privée.

## Dans la culture populaire
- Le CH-53 apparaît dans la saga Transformers
  - Dans Transformers, Blackout se transforme en CH-53
  - Dans Transformers 2 : La Revanche, le Decepticon Grindor se transforme en CH-53 Super Stallion ;
- On le retrouve dans le jeu vidéo Modern Warfare 2, sous la dénomination Pave Low ;
- Dans le film Le Chacal ;Demain ne meurt jamais
- Le CH-53 est présent dans le jeu vidéo Act of War: Direct Action et son extension High Treason, où il apporte les véhicules à la Task Force Talon ;
- Le CH-53 apparaît dans le film Kong: Skull Island.